# Římskokatolická církev v Paraguayi
Katolická církev v Paraguayi je součástí všeobecné církve na území Paraguaye, pod vedením papeže a místních biskupů sdružených do Paraguayské biskupské konference (je součástí Rady latinskoamerických biskupských konferencí (CELAM)). Papež je v Argentině zastupován apoštolským nunciem v Asunciónu. V Paraguayi žije asi 6,3 miliónů pokřtěných katolíků, asi 93 % populace.

## Administrativní členění katolické církve v Paraguayi
Dvanáct diecézí je seskupeno do jedné metropolitní oblasti, vyčleněny jsou zvlášť dva apoštolské vikariáty a vojenský ordinariát. 
- Arcidiecéze Asunción, se sufragánními diecézemi:
  - Diecéze Benjamín Aceval
  - Diecéze Caacupé
  - Diecéze Carapeguá
  - Diecéze Ciudad del Este
  - Diecéze Concepción en Paraguay
  - Diecéze Coronel Oviedo
  - Diecéze Encarnación
  - Diecéze San Juan Bautista de las Misiones
  - Diecéze San Lorenzo
  - Diecéze San Pedro
  - Diecéze Villarrica del Espíritu Santo
- Apoštolský vikariát Chaco Paraguayo
- Apoštolský vikariát Pilcomayo
- Vojenský ordinariát v Paraguayi